# 凯特·艾伦
凯特·艾伦（英語：Kate Allen，1970年4月25日—），奥地利女子铁人三项运动员。她曾获得2004年夏季奥运会铁人三项比赛女子个人金牌。她也参加了2008年夏季奥运会，获得第14名。